# 古斯塔沃·阿道夫·贝克尔
古斯塔沃·阿道夫·贝克尔（西班牙語：Gustavo Adolfo Bécquer，1836年2月17日—1870年12月22日）是西班牙浪漫主义诗人，短篇小说作家，剧作家，文学艺术评论家和專欄作家。他是西班牙文学诗歌史上最重要的人物之一，被视为西班牙继塞万提斯之后最受欢迎的作家。他生前没有出版过任何一部诗集，很多作品都是在去世后才出版。他的诗歌和故事集是西班牙基础教育的必读篇目。

## 生平
1836年2月17日出生于塞维利亚，生名古斯塔沃·阿道夫·多明格斯·巴斯蒂达。父亲何塞·贝克尔是画家，他的兄长巴莱里亚诺·贝克尔后来也成为了一名画家。青年时代离开故乡去马德里，在那里开始了他的文学生涯。曾担任过几种报纸和杂志的编辑。最后娶了医生的女儿，有3个孩子。34岁时因病早逝。

## 主要作品
| 原文标题                      | 中文译名                 | 首版年份                    | 体裁       |
| ----------------------------- | ------------------------ | --------------------------- | ---------- |
| Cartas literarias a una mujer | 《给一个妇女的文学书简》 | 1860-1861年在《时代报》连载 | 书简       |
| Cartas desde mi celda         | 《斗室书简》             | 1864年《时代报》            | 书简       |
| Rimas                         | 《诗韵集》               | 1871年                      | 诗集       |
| Leyendas                      | 《传说集》               | 不详                        | 传说故事集 |

## 诗歌精选
《诗韵集53》节选：

| Volverán las oscuras golondrinas En tu balcón sus nidos a colgar Y otra vez con el ala a sus cristales, Jugando llamarán. Pero aquellas que el vuelo refrenaban Tu hermosura y mi dicha a contemplar, Aquellas que aprendieron nuestros nombres, ¡Esas... no volverán! | 黑羽的燕子还会回来 把巢挂在你的阳台， 在戏耍时还会用翅膀 把你的玻璃窗轻拍； 但有些却未能飞回归途， 来欣赏你的美和我的幸福， 那些曾识我们名字的 燕子……不再回来！ |

## 中文译本
- 古斯塔沃·阿道夫·贝克尔. . 由朱凯翻译. 重庆出版社. 1994年. ISBN 9787536626232.
- 古斯塔沃·阿道夫·贝克尔. . 西班牙文学名著丛书. 由尹承东翻译. 重庆出版社. 2001年. ISBN 9787536650701.

## 图集

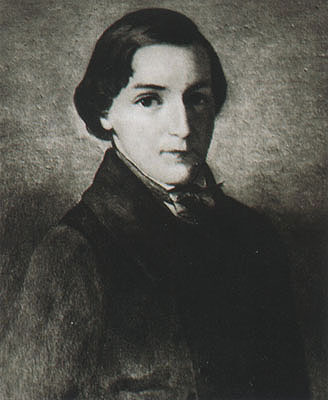
19岁时的贝克尔
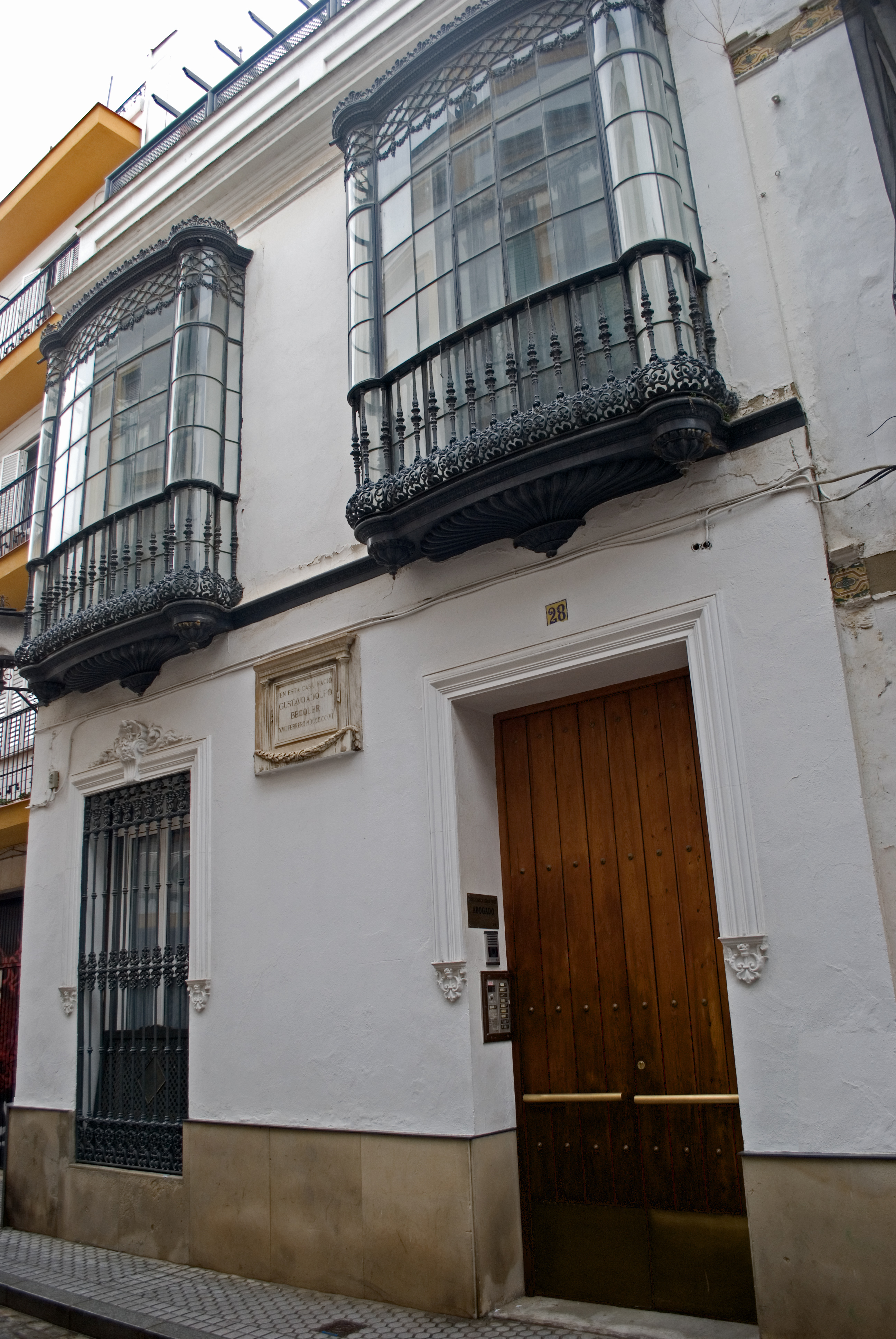
塞维利亚的贝克尔之家
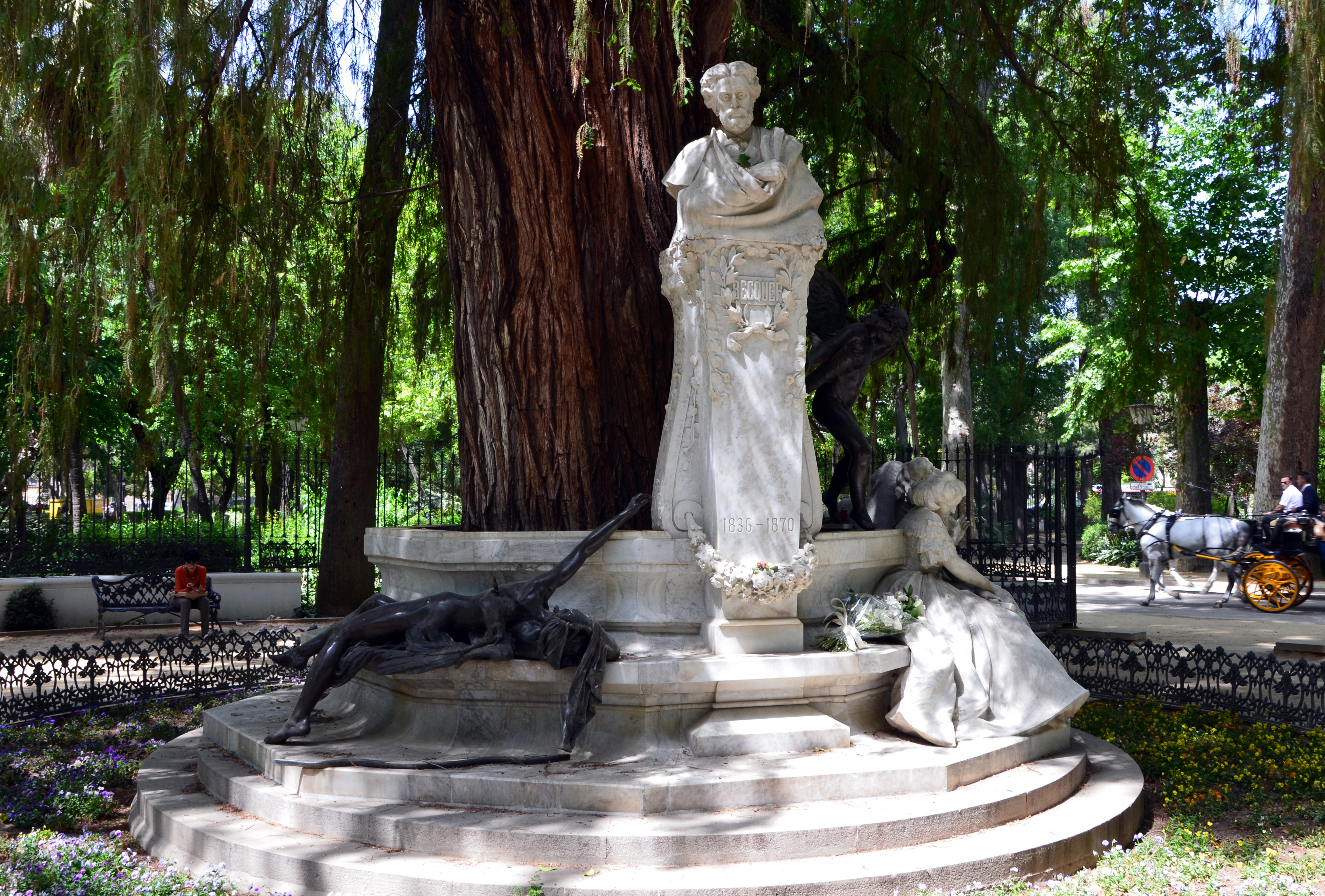
塞维利亚
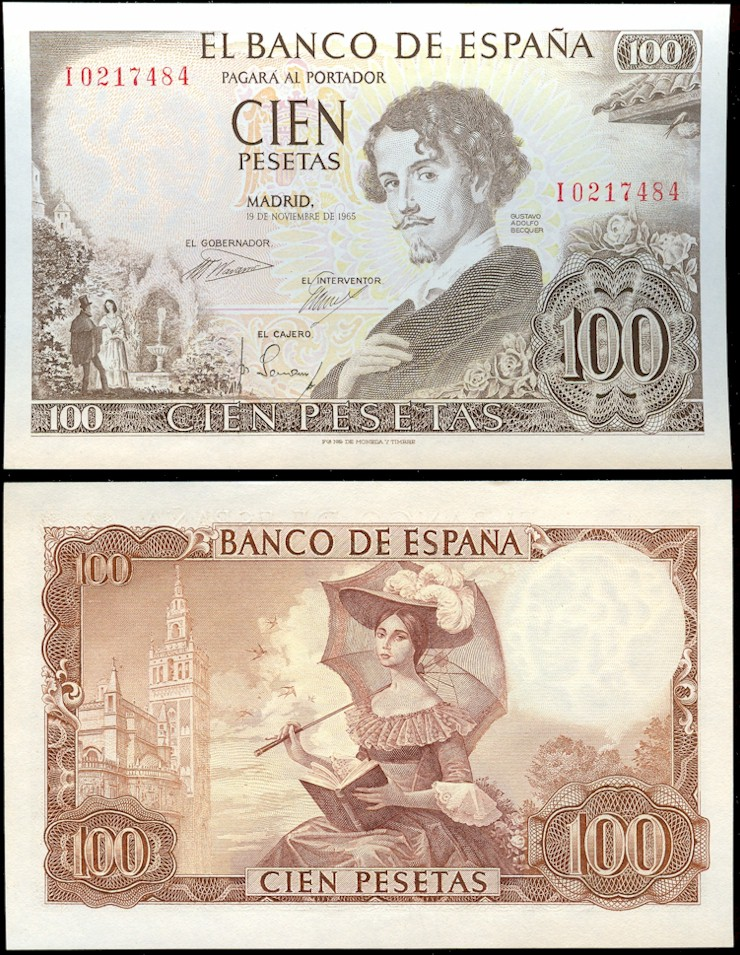
1965年至1970年发行的面额100比塞塔纸币

## 扩展阅读
- 胡安·拉蒙·希梅内斯. . 由赵德明翻译. 漓江出版社. 2014年. ISBN 9787540772024.